# Alnus japonica
Aulne du Japon
Espèce
Synonymes
- Alnus harinoki Siebold[1] [2]
- Alnus maritima var. arguta Regel[1] [2]
- Alnus maritima var. japonica (Thunb.) Regel[2]
- Alnus reginosa Nakai[1]
- Betula japonica Thunb.[1] [2]

Statut de conservation UICN

 LC  : Préoccupation mineure
Alnus japonica, l'Aulne du Japon,  est une espèce d'arbres de la famille des Betulaceae.

## Liste des variétés
Selon Tropicos (2 avril 2023) (Attention liste brute contenant possiblement des synonymes) :
- Alnus japonica var. arguta (Regel) Callier
- Alnus japonica var. borealis (Koidz.) S.L. Tung
- Alnus japonica var. formosana Callier
- Alnus japonica var. genuina Callier
- Alnus japonica var. koreana Callier
- Alnus japonica var. latifolia Callier
- Alnus japonica var. minor Miq.
- Alnus japonica var. reginosa Nakai
- Alnus japonica var. rufinervis Honda
- Alnus japonica var. villosa L. Zhao & D.Y. Chen